# 鈴木伸太郎
鈴木 伸太郎（すずき しんたろう、1961年5月24日 - ）は、日本のテレビプロデューサー。東京都生まれ、明治大学中退。ベイシスに1991年入社。2004年以降は監督に星田良子を起用したノンフィクション系のドラマを多く手がけている。

## 主なプロデュース作品

### 連続ドラマ
- 木曜の怪談ファイナル 妖怪新聞（1997年6月 フジテレビ）
- チェンジ!（1998年10月期 テレビ朝日）
- 砂の上の恋人たち（1999年10月期 関西テレビ）
- 愛の劇場 永遠の1/2（2000年9月期 TBS月～金曜13時）
- 愛の劇場 ラブ&ファイト（2001年9月期 TBS月～金曜13時）
- 愛の劇場 太陽と雪のかけら（2002年9月期 TBS月～金曜13時）
- トキオ 父への伝言（2004年8月 - NHK月～木曜23時）
- 海猿（2005年7月期 フジテレビ火曜9時）
- 天使の代理人（2010年9月～11月 東海テレビ月～金曜13時30分）
- 鈴子の恋（2012年1月期 東海テレビ月～金曜13時30分）

### スペシャルドラマ
- 金曜エンタテイメント チャイドルママの事件簿　南紀白浜・幽霊殺人事件　露天温泉の母娘を襲う地ばく霊の謎…伝説から復活した殺人鬼に立ち向かうハナマルママの名推理（1998年5月 フジテレビ）
- 金曜エンタテイメント 覗かれた主婦（2000年3月 フジテレビ）
- モーニング娘。新春! LOVEストーリーズ（2002年1月 TBS）
- ツーハンマン（2002年7月期 テレビ朝日）
- モーニング娘。サスペンスドラマスペシャル（2002年12月 TBS）
- 土曜ワイド劇場 25周年記念SP 松本清張没後10年企画 疑惑（2003年3月 テレビ朝日）
- 金曜エンタテイメント 屋台弁護士（2005年6月 フジテレビ）
- 女の一代記シリーズ瀬戸内寂聴（2005年11月 フジテレビ）
- 金曜エンタテイメント 指先でつむぐ愛（2006年3月 フジテレビ）
- 金曜エンタテイメント 妻は多重人格者（2006年3月 フジテレビ）
- 世にも奇妙な物語秋の特別編（2006年10月 フジテレビ）
- 土曜ワイド劇場 キソウの女III（2006年10月 ABCテレビ）
- 金曜プレステージ クッキングパパ（2008年8月 フジテレビ・テレビ西日本）
- 金曜プレステージ 私立探偵・下澤唯〜悲しみの殺人迷路〜（2011年7月）